# 塞斯特里卡
塞斯特里卡，是西班牙阿拉贡自治区萨拉戈萨省的一个市镇。 总面积41平方公里，总人口475人（2001年），人口密度12人/平方公里。